# Dom Pristava v Javorniškem Rovtu
Dom Pristava v Javorniškem Rovtu je graščina ob vznožju Karavank v Občini Jesenice v severnozahodni Sloveniji. Nahaja se na 975 m nadmorske višine nad naseljem Javorniški Rovt. Je priljubljena izletniška točka.
Dvorec je bil zgrajen leta 1641 ali 1647 kot planinska koča za družino Pasarelli, tamkajšnje nižje plemstvo, ki je v dolini imelo v lasti železarne. Leta 1752 je Pristavo kupil Michelangelo Zois. V začetku 18. stoletja je stavba pripadala Karlu Zoisu, plemiču in razsvetljenskemu botaniku, ki je na tem mestu ustanovil drugi botanični park na Kranjskem. Park še vedno obstaja in ima vrsto lokalnih in eksotičnih dreves.
Dom je nadstropna stavba s kamnitim vhodnim portalom in obokano vežo. Na fasadi je sončna ura. Objekt je bil pred kratkim prenovljen. Dom ima gostilno, restavracijo in plesišče na prostem. Okoliški travniki so priljubljeni med izletniki in znani po obilici pozno-pomladanskimi divjimi narcisami. Bližnji Javorniški slapovi, niz treh slapov v zgornjem toku potoka Javornik, so priljubljena pohodniška destinacija. Hiša je dostopna po cesti iz Koroške Bele ali peš po Gajškovi poti.